# ديفيد ميلن
ديفيد ميلن هو رسام وكاتب كندي، ولد في 8 يناير 1882 في سوجين شورز في كندا، وتوفي في 26 ديسمبر 1953 في بانكروفت ‏ في كندا.